# If I Had Legs I'd Kick You
Pour plus de détails, voir Fiche technique et Distribution.
If I Had Legs I'd Kick You est un film américain réalisé par Mary Bronstein (en) et sorti en 2025.
Il est présenté hors compétition au festival du film de Sundance 2025 puis à la Berlinale 2025, où Rose Byrne obtient l'Ours d'argent de la meilleure performance. Le film sera projeté dans divers festivals dont le festival de Toronto avant sa sortie en salles.

## Synopsis
Linda, une mère de famille, tente de gérer sa vie qui s'effondre totalement. Sa fille a une maladie mystérieuse, son mari Charles est toujours absent, un proche qui a disparu ou encore une relation complexe avec son thérapeute.

## Fiche technique
Sauf indication contraire, les informations mentionnées dans cette section peuvent être confirmées par les bases de données cinématographiques IMDb et Allociné,  présentes dans la section « Liens externes ».
- Titre original : If I Had Legs I'd Kick You
- Réalisation et scénario : Mary Bronstein (en)
- Musique : N/A
- Direction artistique : Kyra Boselli
- Décors : Carmen Navis
- Costumes : Elizabeth Warn
- Photographie : Christopher Messina
- Montage : Lucian Johnston
- Production : Sara Murphy, Ryan Zacarias, Ronald Bronstein, Josh Safdie, Eli Bush, Conor Hanon et Richie Doyle

Productrices déléguées : Mary Bronstein et Rose Byrne
- Sociétés de production : A24, Central Pictures et Fat City
- Société de distribution : A24 (États-Unis)
- Budget : N/A
- Pays de production :  États-Unis
- Langue originale : anglais
- Format : couleur
- Genre : comédie dramatique, psychologique
- Durée : 113 minutes
- Dates de sortie[2] :
  - États-Unis : 24 janvier 2025 festival du film de Sundance 2025
  - Canada : septembre 2025 festival de Toronto) Date sujette à modification
  - États-Unis : 10 octobre 2025 Date sujette à modification
- Classification[3] :
  - États-Unis : R

## Distribution
- Rose Byrne : Linda
- Conan O'Brien : le thérapeute de Linda
- Danielle Macdonald : Caroline
- Christian Slater : Charles
- ASAP Rocky : James
- Ivy Wolk : Diana
- Daniel Zolghadri : Stephen
- Delaney Quinn : la fille de Linda
- Ronald Bronstein : le mari de Caroline
- Lark White : Vanessa
- Josh Pais : Brad
- Eva Kornet : elle-même
- Mark Stolzenberg
- Helen Hong : Eva
- Ella Beatty : Kate
- Manu Narayan : Landlord

## Production
Le tournage débute en août 2023 and September 2023 à Montauk dans l'État de New York. La production reçoit un accord de la SAG-AFTRA pour tourner malgré la grève des acteurs. Les prises de vues se déroule également à Brooklyn.

## Sortie et accueil

### Dates de sortie

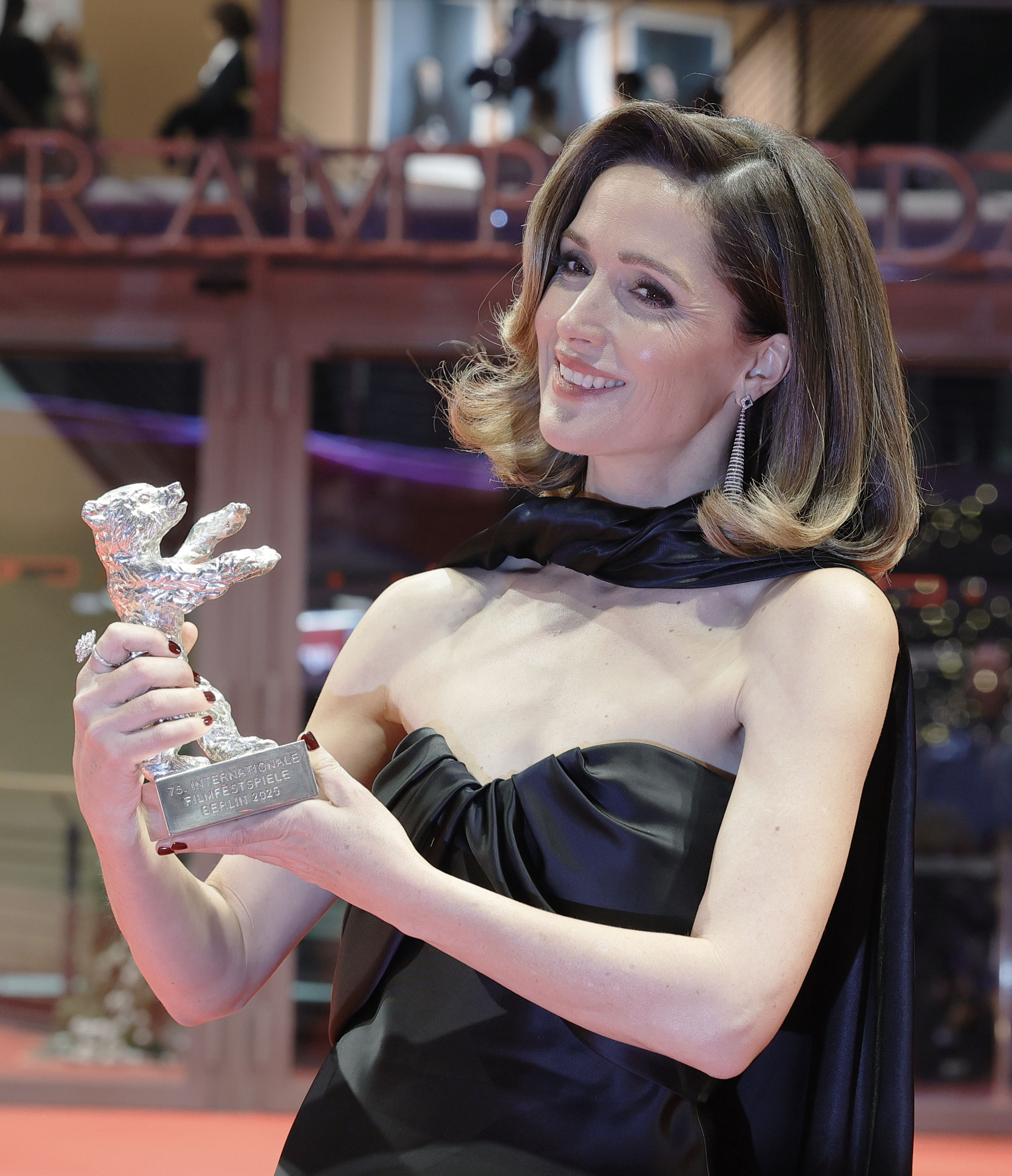
Rose Byrne recevant son Ours d'argent de la meilleure performance à la Berlinale 2025

If I Had Legs I'd Kick You est présenté en avant-première au festival du film de Sundance 2025 le 24 janvier 2025. Il est ensuite présenté à l'international en février 2025, en compétition officielle, à la 2025,. Rose Byrne y remporte l'Ours d'argent de la meilleure performance. Le long métrage est également projeté dans divers festivals comme Toronto, et New York. Il sera ensuit distribué par A24 le 10 octobre 2025.

### Critique
Sur le site d'agrégation de critiques Rotten Tomatoes, le film obtient 93% d'avis favorables, pour 41 critiques. Le consensus suivant résumé les avis collectés : « Susceptible de laisser le public en sueur froide, cette immersion dans le rêve fiévreux du stress parental se connecte avec une force tonitruante grâce au rôle audacieux de Rose Byrne et à la vision sans compromis de la réalisatrice Mary Bronstein. » Sur le site Metacritic, qui utilise une moyenne pondérée, le film obtient la note de 82⁄100 pour 14 critiques.